# Cristóbal Parralo
Cristóbal Parralo Aguilera (Córdoba, 21 augustus 1967) - alias Cristóbal - is een Spaans voetbaltrainer en voormalig voetballer. Hij speelde als verdediger.

## Clubvoetbal
Na een seizoen bij het tweede elftal, debuteerde Cristóbal in het seizoen 1987/1988 voor FC Barcelona in de Primera División. Na periodes bij Real Oviedo en CD Logroñés kwam de verdediger in 1995 bij RCD Espanyol. In 2000 won Cristóbal met deze club de Copa del Rey door in de finale Atlético de Madrid te verslaan. In 2001 verliet hij RCD Espanyol om bij het Franse Paris Saint-Germain te gaan spelen. Na twee seizoenen bij deze club beëindigde Cristóbal in 2003 zijn loopbaan als profvoetballer.

## Clubstatistieken
| Seizoen | Club                | Competitie       | Wed. | Goals |
| ------- | ------------------- | ---------------- | ---- | ----- |
| 1987/88 | FC Barcelona        | Primera División | 20   | 2     |
| 1988/89 | Real Oviedo         | Primera División | 28   | 3     |
| 1989/90 | CD Logroñés         | Primera División | 35   | 2     |
| 1990/91 | CD Logroñés         | Primera División | 37   | 3     |
| 1991/92 | FC Barcelona        | Primera División | 11   | 0     |
| 1992/93 | Real Oviedo         | Primera División | 36   | 1     |
| 1993/94 | Real Oviedo         | Primera División | 37   | 0     |
| 1994/95 | Real Oviedo         | Primera División | 36   | 1     |
| 1995/96 | RCD Espanyol        | Primera División | 40   | 0     |
| 1996/97 | RCD Espanyol        | Primera División | 39   | 2     |
| 1997/98 | RCD Espanyol        | Primera División | 35   | 0     |
| 1998/99 | RCD Espanyol        | Primera División | 35   | 1     |
| 1999/00 | RCD Espanyol        | Primera División | 37   | 0     |
| 2000/01 | RCD Espanyol        | Primera División | 27   | 0     |
| 2001/02 | Paris Saint-Germain | Ligue 1          | 32   | 0     |
| 2002/03 | Paris Saint-Germain | Ligue 1          | 30   | 0     |

## Interlandcarrière
Cristóbál speelde zes interlands in het Spaans voetbalelftal. Zijn debuut maakte hij op 4 september 1991 tegen Uruguay en op 24 februari 1993 maakte de verdediger tegen Litouwen zijn eerste en tevens enige interlanddoelpunt. Cristóbál speelde op 21 maart 1993 tegen Denemarken zijn laatste interland voor Spanje.

## Loopbaan als trainer
Cristóbal was in het seizoen 2008/2009 assistent-trainer naar Quique Sánchez Flores bij het Portugese SL Benfica. In juni 2009 werd hij aangesteld als trainer van Girona FC, destijds spelend in de Segunda División A. Parralo trad in oktober 2017 aan als hoofdcoach van Deportivo La Coruña. Dat avontuur duurde nog geen vier maanden. Hij kreeg zijn ontslag op 4 februari 2018, twee dagen nadat de Spaanse ploeg met 5-0 had verloren van Real Sociedad. Onder Parralo werd in vijftien wedstrijden in alle competities drie keer gewonnen. In de laatste zeven duels werd vier keer gelijkgespeeld en drie keer verloren. Parralo was de zesde coach die werd ontslagen door voorzitter Tino Fernandez, sinds diens aantreden in 2014. Hij werd opgevolgd door de Nederlandse oud-international Clarence Seedorf.

## Erelijst
Als speler
 FC Barcelona
- Europacup I: 1991/92
- Europacup II: 1988/89
- Primera División: 1991/92
- Copa del Rey: 1987/88

 RCD Espanyol
- Copa del Rey: 1999/00